# Cerkev sv. Nikite, Banjane
Cerkev svetega Nikite v Banjanah (makedonska in srbska cirilica: Свети Никита) je srednjeveška vzhodnopravoslavna cerkev v vasi Banjane, na sredini med to in vasema Čučer-Sandevo in Gornjane (zato se pogosto imenuje tudi Sveti Nikita v Čučerju). Cerkev in vse vasi so del občine Čučer-Sandevo, Severna Makedonija. Cerkev danes pripada skopski škofiji Ohridske nadškofije. Cerkveni objekt je katastrsko na območju vasi Gornjane.

## Zgodovina
Samostan in cerkev, posvečena svetemu Nikitu, je dal zgraditi srbski kralj Štefan Milutin ok. 1300 na ruševinah prejšnje cerkve. Samostan je Milutin kmalu po izgradnji podaril srbskemu samostanu Hilandar na Sveti gori. Cerkev sv. Nikite je bila temeljito prenovljena leta 1484.

## Arhitektura
Cerkev ima preprost tloris grškega križa z osrednjo kupolo, ki stoji na pendantivih in štirih stebrih. Zgrajena je bila iz klesanega kamna, opeke in malte. Zunanja dekoracija je tipično bizantinska, izvedena v slojih kamna in rdeče opeke. Najlepši okras je na steni apside. Fasado obogatijo tudi slepe arkade, zapolnjene z različnimi geometrijskimi ornamenti.

## Fresko poslikave
Signatura na ščitu sv. Teodorja razkriva, da je cerkev poslikal slavni Mihael, Evtihijev sin, najljubši dvorni slikar kralja Milutina, ki je poslikal tudi mnoge druge njegove cerkve (na primer Stare Nagoričane). Freske so dobro ohranjene in vse izvirajo iz okoli leta 1324, razen tistih v kupoli, ki so iz 19. stoletja in jih je naredil znani Dimitar Dičo Zograf Krstević. Te freske veljajo za pomembno delo v srednjeveški umetnosti v Makedoniji zaradi svojega bogatega ikonografskega repertoarja in visoke umetniške vrednosti.
Eden od razlogov za njihovo dobro stanje je bila prenova leta 1484, ki jo je na osupljivo moderen način izvedla skupina, ki je poslikala samostan Treskavec (1483), stari katolikon samostana Veliki Meteoron (1483) in cerkev sv. Nikolaja nune Evpraksije v Kastorii (1486).
V prvem pasu vzbuja pozornost lik zavetnika cerkve »Sv. Nikite«, upodobljen v oklepu, s sulico v desni roki ter lokom in puščicami v levi roki. Na njegovi desni strani je kot bojevnik v oklepu in s polno oboroženostjo upodobljen »sv. Jurij«, na levi strani pa »sv. Štefan Prvomučenik«. V drugem pasu sta markantni kompoziciji »Izgon trgovcev iz templja« in »Svatba v Kani Galilejski«, v tretjem pa prizori iz Kristusovega pasijona. 
Napisi so v grščini in cerkveni slovanščini srbske redakcije.

## Ikonostas
Ikonostas cerkve je v letih 1846/47 poslikal Dičo Zograf. Za potrebe ikonostasa je izdelal prestolne ikone Jezusa Kristusa Vsemogočnega, Matere božje s Kristusom, svetega Janeza Predhodnika, svetega Nikite, nadangela Mihaela, kronanja Matere božje, svetega Jurija in svetega Dimitrija, ki se danes hranijo v tej cerkvi in stojijo prislonjene k spodnjemu delu ikonostasa ter domnevajo, da so pripadale ikonostasu cerkve Sveta Trojica v vasi Chucher.
Dicho je izdelal tudi carske dveri, ikone apostolov, praznične ikone, križ nad ikonostasom in majhno ikono Device Marije s Kristusom in svetniki.